# Garcinia loheri
Garcinia loheri är en tvåhjärtbladig växtart som beskrevs av Merrill. Garcinia loheri ingår i släktet Garcinia och familjen Clusiaceae. Inga underarter finns listade i Catalogue of Life.